# قدرت بازار
در مباحث اقتصاد خرد و به‌ویژه سازمان‌دهی صنعتی، قدرت بازار (به انگلیسی: market power) از اهمیت بالایی برخوردار است. قدرت بازار در واقع توانایی یک بنگاه اقتصادی در افزایش قیمت، محصول خود، به نحوی است که در اثر این افزایش قیمت سودش افزایش یابد.
در یک بازار رقابت کامل تعداد قابل‌توجهی بنگاه اقتصادی در حال رقابت می‌باشند. قیمت در تقابل عرضه و تقاضا به دست می‌آید و هیچ بنگاهی نه تنها در تعیین آن نقشی ندارد، بلکه توانایی تغییر آن را نیز ندارد. تمام این بنگاه‌های اقتصادی قدرت بازار ندارند. در چنین بازاری، قیمت بازار در پایین‌ترین سطح تعیین می‌شود؛ درست جایی‌که هزینه تولید آخرین کالا با قیمت برابر باشد. در این بازار در صورتی که یک بنگاه اقتصادی قیمت خود را افزایش دهد، تمام مشتریان خود را از دست می‌دهد؛ زیرا مشتریان به‌جای خرید از او، از بنگاه مشابهش با قیمت کمتر خرید می‌کنند.
در سوی دیگر بیشترین قدرت بازار را می‌توان در بازار انحصار كامل مشاهده کرد. در چنین بازاری تنها یک بنگاه اقتصادی، کالا یا خدمت تولید می‌کند. در نتیجه می‌تواند قیمت را افزایش دهد؛ در حالی که مشتریان ناچارند تنها از او خریداری کنند؛ بنابراین بنگاه می‌تواند با افزایش قیمت خود، سود خود را افزایش دهد. علاوه بر انحصار کامل، رفتارهای دیگری چون انحصار چندجانبه و تبانی نیز منجر به قدرت بازار برای بنگاه‌های اقتصادی می‌گردد.
وجود قدرت بازار سبب می‌شود بنگاه‌ها برای کسب سود بیشتر، قیمت کالاهای خود را تا جای ممکن افزایش دهند. به این ترتیب مصرف‌کننده متضرر می‌شود. رفاه از دست رفته حاصل از قدرت بازاریِ بنگاه، منجر می‌شود دولت‌ها با نظارت (به انگلیسی: regulation) و قانون‌گذاری (برای مثال در قالب قانون رقابت)، مانع ایجاد قدرت بازار در بازارهای مختلف شود.